# 1840
Évszázadok: 18. század – 19. század – 20. század
Évtizedek: 1790-es évek – 1800-as évek – 1810-es évek – 1820-as évek – 1830-as évek – 1840-es évek – 1850-es évek – 1860-as évek – 1870-es évek – 1880-as évek – 1890-es évek
Évek: 1835 – 1836 – 1837 – 1838 –  1839 – 1840 – 1841 – 1842 – 1843 – 1844 – 1845

## Események

### Határozott dátumú események:
- január 11. – Megkezdi működését a Pesti Hazai Első Takarékpénztár Egyesület.[1]
- január 17. – Három mexikói szövetségi állam (Új-León, Coahuila, Tamaulipas) szeparatista formációi megalakítják a Rio Grande-i Köztársaságot.
- május 1. – Baja mezővárost egy tűzvész néhány óra alatt teljesen elpusztítja, alig néhány ház marad épen. (A 15 000 lakosból 78-an életüket vesztették.)
- május 6. – Nagy-Britanniában kiadják a fekete egypennyst, a világ első bélyegét.
- július 23. – A régensi kormányzat alatt regnáló Brazília ifjú császárát, II. Pétert nagykorúvá nyilvánítják. (Koronázására csak a következő évben került sor.)[2]
- szeptember 14. – Medgyesen megtartja alakuló ülését a Verein für siebenbürgische Landeskunde, az erdélyi szászok honismereti egyesülete.[3]
- október 12. – Lemond „kormányzó királynői” címéről Mária Krisztina spanyol királyné és Franciaországba menekül, Baldomero Esparteróra hagyva a régensséget.[4]
- november 6. – A mexikói hadsereg sikeres hadműveletei következtében a Rio Grande-i Köztársaság fegyveres erőinek parancsnoka kapitulál és az állam megszűnik.
- november 19. – Kossuth Lajos Pest vármegye közgyűlésén tartott beszédében gróf Széchenyi Istvánt a „legnagyobb magyarnak” nevezi.

### Határozatlan dátumú események:
- Először jelenik meg a Magyar Tudomány.

## Az év témái

### 1840 a zenében:
- augusztus 8. – Bemutatják Erkel Ferenc első operáját, a Bátori Máriát. (Az ősbemutatót hirdetve jelent először meg színlapon az 1840. évi XLIV. törvénycikkel országos intézménnyé lett Pesti Magyar Színház új neve, a Nemzeti Színház.)[5][6]

## Születések
- január 8. – Bagáry József, magyarországi szlovén író († 1919)
- február 5. – John Boyd Dunlop, a pneumatikus gumiabroncs feltalálója († 1921)
- február 11. – Abafi Lajos († 1909)
- március 17. – Bezerédj Pál mezőgazdász († 1918)
- április 1. – Szilágyi Dezső, jogász, politikus az MTA tagja († 1901)
- április 2. – Émile Zola, francia regényíró († 1902)
- május 7. – Pjotr Iljics Csajkovszkij, orosz romantikus zeneszerző († 1893)
- június 7. – Sarolta mexikói császárné, I. Lipót belga király lánya († 1927)
- június 23. – Kolosváry Sándor, jogász, egyetemi tanár († 1922)
- július 9. – Zsemlics István, magyarországi szlovén író († 1891)
- augusztus 18. – Zsutai János, költő, lantos († 1871)
- szeptember 1. – Balás Árpád, egyetemi tanár, mezőgazdász, szakíró († 1905)
- szeptember 21. – V. Murád, az Oszmán Birodalom 34. szultánja († 1904)
- november 12. – Auguste Rodin, francia szobrászművész († 1917)
- november 14. – Claude Monet, francia impresszionista festő († 1926)

## Halálozások
- február 23. – Esterházy Nepomuk János, Veszprém vármegye főispánja, mecénás és gyűjtő (* 1754)
- március 2. – Heinrich Wilhelm Olbers, német orvos és csillagász (* 1758)
- június 7. – III. Frigyes Vilmos, porosz király, brandenburgi választófejedelem (* 1770)
- szeptember 2. – Étienne Jacques Joseph Macdonald, Taranto hercege, francia hadvezér (*  1765)